# 에프제로 X
F-ZERO X(일본어: エフゼロ エックス, 에프제로 X)는 닌텐도 64 콘솔용 미래지향적 경주 게임이다. 닌텐도의 EAD 디비전이 개발하였고 일본, 북아메리카, 유럽에 1998년 출시되었다. 2000년에 트랙과 차량 편집기를 포함한 확장팩이 일본에 출시되었다. 오리지널 게임은 2004년 중국에서 아이큐 플레이어로 이식되었다. 2007년 Wii에서 버추얼 콘솔용으로 재출시되었고 Wii U 버전이 9년 뒤 즈음에 출시되었다. 2022년 3월 11일, 이 게임은 닌텐도 스위치 온라인 + 확장팩으로 출시되었고 온라인 멀티플레이어 기능을 갖추게 되었다.
1990년의 오리지널 에프제로의 후속작이며 3차원 컴퓨터 그래픽스를 제공하는 첫 에프제로 판이다.

## 평가
| 통합 점수               | 통합 점수         |
| 통합사                  | 점수              |
| ----------------------- | ----------------- |
| 게임랭킹스              | 87.61%            |
| 메타크리틱              | 85/100            |
| 평론 점수               |                   |
| 평론사                  | 점수              |
| 올게임                  | [ 3 ]             |
| 에지                    | 8/10              |
| EGM                     | 9/10              |
| 게임프로                | [ 6 ]             |
| 게임스팟                | 7.5/10            |
| IGN                     | 9.1/10            |
| N64 매거진              | 91% (JP) 91% (UK) |
| 넥스트 제네레이션       | [ 11 ]            |
| 닌텐도 라이프           | 8.7/10            |
| The Electric Playground | 8.5/10            |

| 수상                      | 수상              |
| 평론사                    | 수상              |
| ------------------------- | ----------------- |
| Electronic Gaming Monthly | Game of the Month |